# Piękna Madonna z Knurowa
Piękna Madonna z Knurowa – polichromowana rzeźba gotycka anonimowego autora z kościoła św. Wawrzyńca w Knurowie.

## Historia
Figura Matki Bożej z Dzieciątkiem z insygniami królewskimi została wykonana ok. 1420 roku w którejś ze średniowiecznych pracowni na Śląsku. Jako typowa figura ołtarzowa z płaskim tyłem zdobiła boczny ołtarz drewnianego kościoła św. Wawrzyńca w Knurowie, w 1936 roku, decyzją wojewódzkiego konserwatora zabytków dra Tadeusza Dobrowolskiego, przeniesionego do Chorzowa.
Zniszczoną rzeźbę Dobrowolski znalazł w 1935 roku w wieży kościelnej. Poddano ją konserwacji w pracowni St. i K. Pochwalskich w Krakowie. Zabezpieczono spróchniałe drewno, uzupełniono berło, złocenia i podstawę. Zastosowano biel ołowiową. Madonna z Dzieciątkiem prezentowana była w tworzonym Muzeum Śląskim na tymczasowej wystawie na 4 piętrze w Gmachu Sejmu Śląskiego w Katowicach. W sierpniu 1939 roku figurę wywieziono wraz z innymi cennymi artefaktami do Lublina. Po przejęciu polskich dzieł sztuki przez Niemców trafiła do Górnośląskiego Muzeum Krajowego w Bytomiu (niem. Oberschlesisches Landesmuseum). W obawie przed rabunkiem przez czerwonoarmistów Niemcy ukryli zbiory bytomskie, m.in. w jednej z rezydencji wiejskich pod Wrocławiem. Po zakończeniu wojny figura trafiła do depozytu Muzeum Górnośląskiego w Bytomiu. W 1980 roku rzeźbę przekazano katowickiej kurii diecezjalnej. Od 1983 roku stanowi element kolekcji Muzeum Archidiecezjalnego w Katowicach. 
W 2003 roku Piękną Madonnę z Knurowa poddano renowacji w Pracowni Konserwacji i Restauracji Rzeźby Drewnianej Polichromowanej przy Akademii Sztuk Pięknych w Krakowie. Prace przeprowadziła Katarzyna Król, pod kierownictwem prof. Mariana Paciorka. Od 2015 roku rzeźba znajduje się w depozycie w Muzeum Śląskim w Katowicach, gdzie prezentowana jest na wystawie stałej w galerii sztuki sakralnej z terenu Górnego Śląska.
Piękną Madonnę prezentowano na wystawie „Gliwickie Sacrum” w Muzeum w Gliwicach (willa Caro) w 2005 roku. W dniach 23–27 marca 2006 roku rzeźba była eksponowana na wystawie „Knurowskie Sacrum” w ratuszu w Knurowie. Kolejny raz prezentowano Knurowską Madonnę w Muzeum w Chorzowie od listopada 2008 do lutego 2009 roku na wystawie zorganizowanej z okazji 70-lecia przeniesienia kościoła św. Wawrzyńca z Knurowa do Chorzowa. W 2009 roku wybito okolicznościową monetę z Knurowską Madonną. Dochód z jej sprzedaży przekazany został na wykonanie kopii figury.
Od 2009 roku w kościele parafialnym w Krywałdzie, dzielnicy Knurowa znajduje się kopia figury gotyckiej.

## Opis
Figura wysokości 113 cm wykonana jest w drewnie i polichromowana. Przedstawia Maryję z Dzieciątkiem na ręku, w koronie i z berłem. Dzieciątko trzyma owoc granatu. Ciało Maryi wygięte jest esowato, w sposób typowy dla gotyku międzynarodowego. Madonna z Knurowa to przykład tzw. Pięknej Madonny. Matka Boża przedstawiona została jako młoda kobieta, jej ciało ma smukłe proporcje i małą głowę. Fałdy udrapowanych szat stanowią ważny element dekoracyjny. Jest to przedstawienie wyidealizowane, tchnące duchowym liryzmem. Maryja stoi na odwróconym księżycu, co symbolizuje pokonanie zła. Księżyc ma wywróconą twarz szatana.

## Galeria

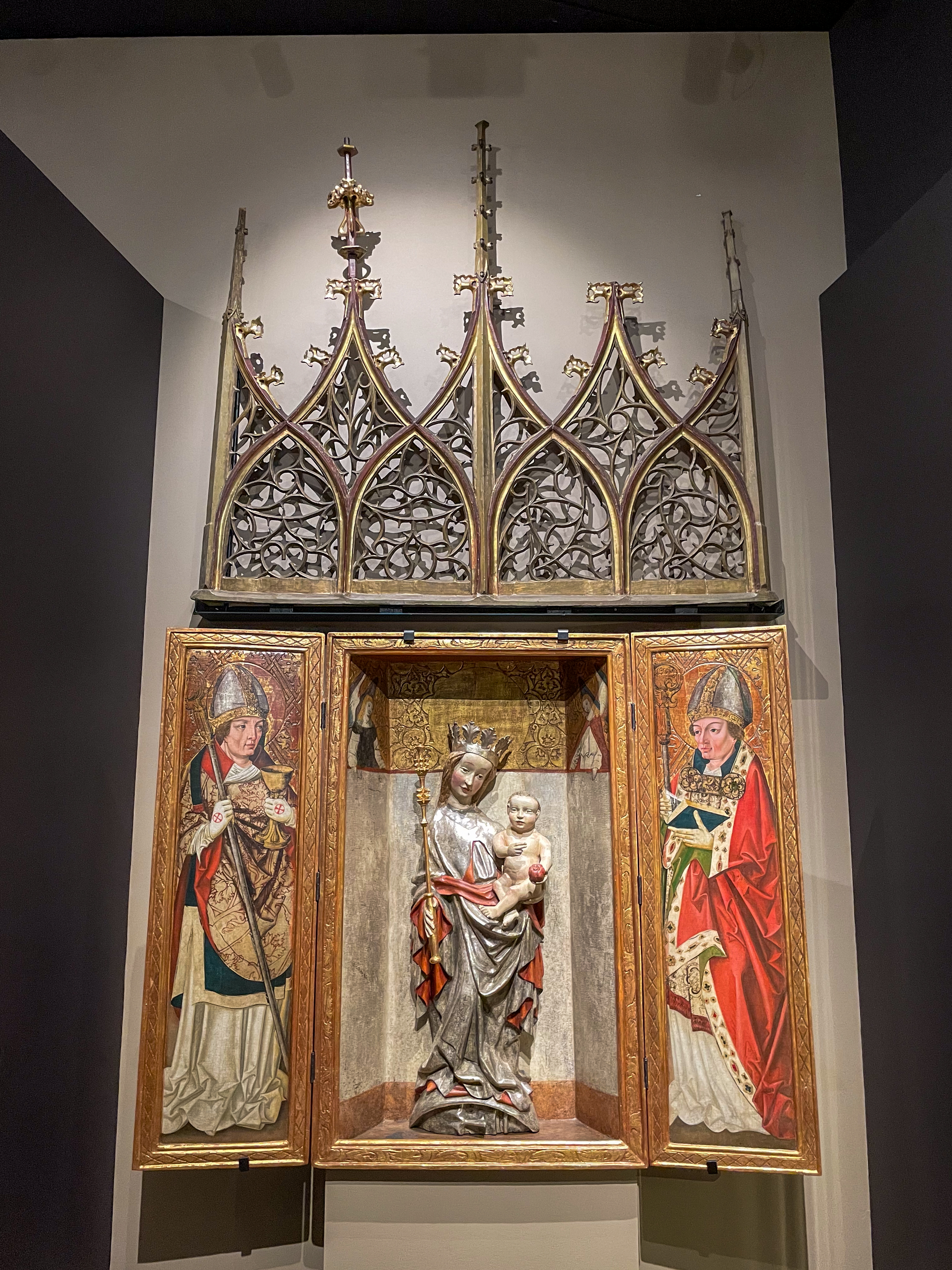
Wystawa w Muzeum Śląskim
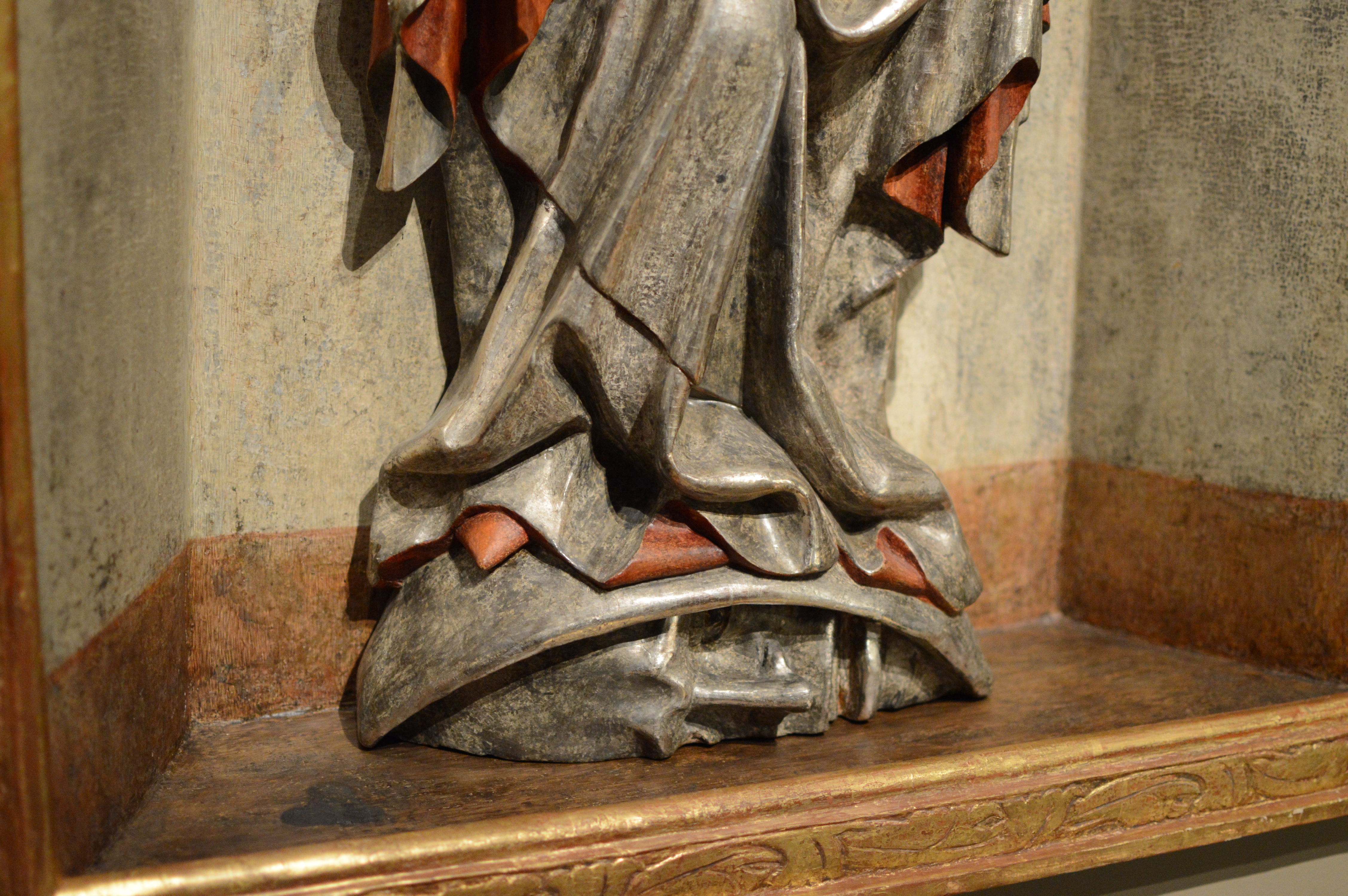
Fragment z twarzą diabła
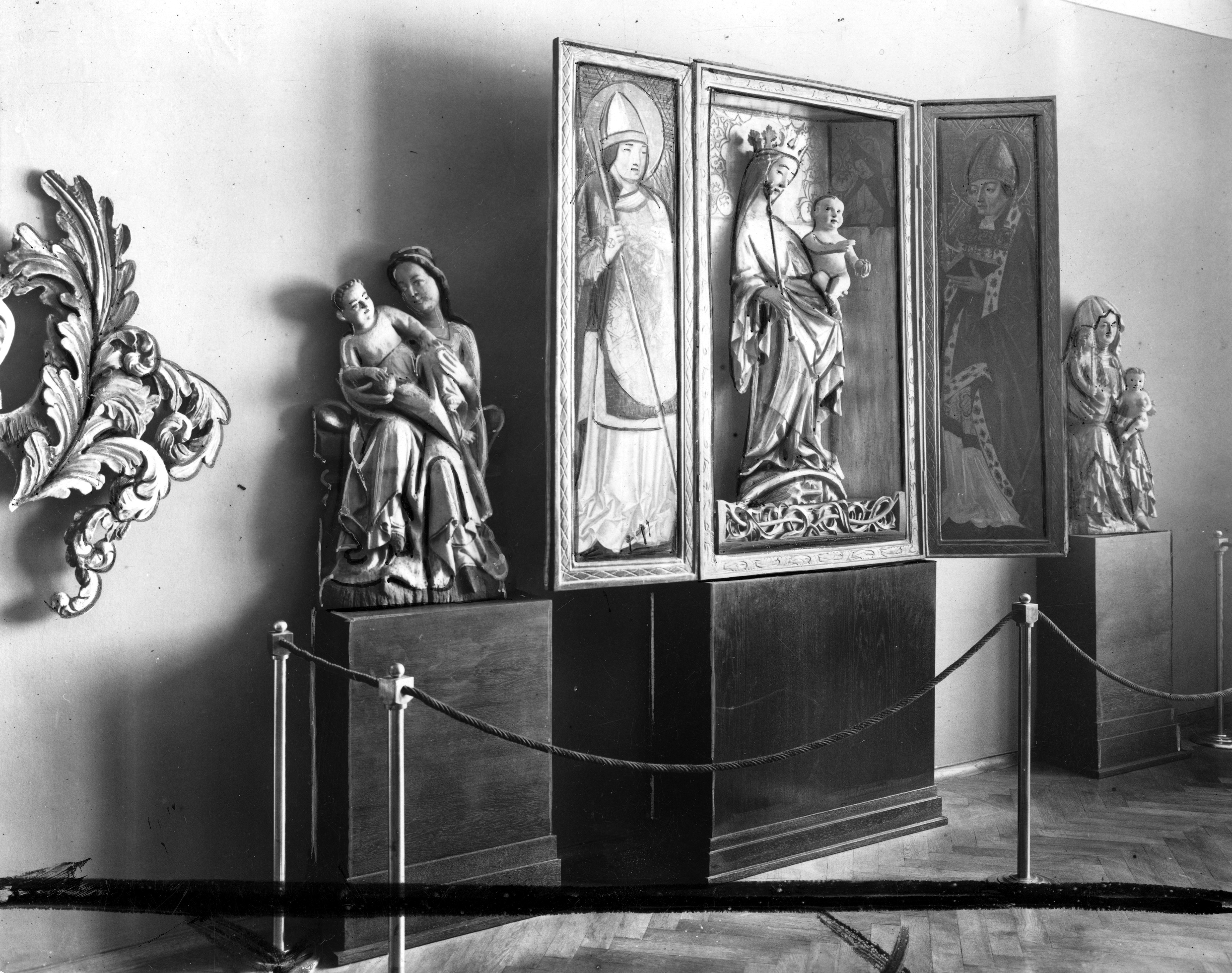
Madonna wśród innych eksponatów w Muzeum Śląskim przed 1 września 1939